# Wilhelm Gruissem

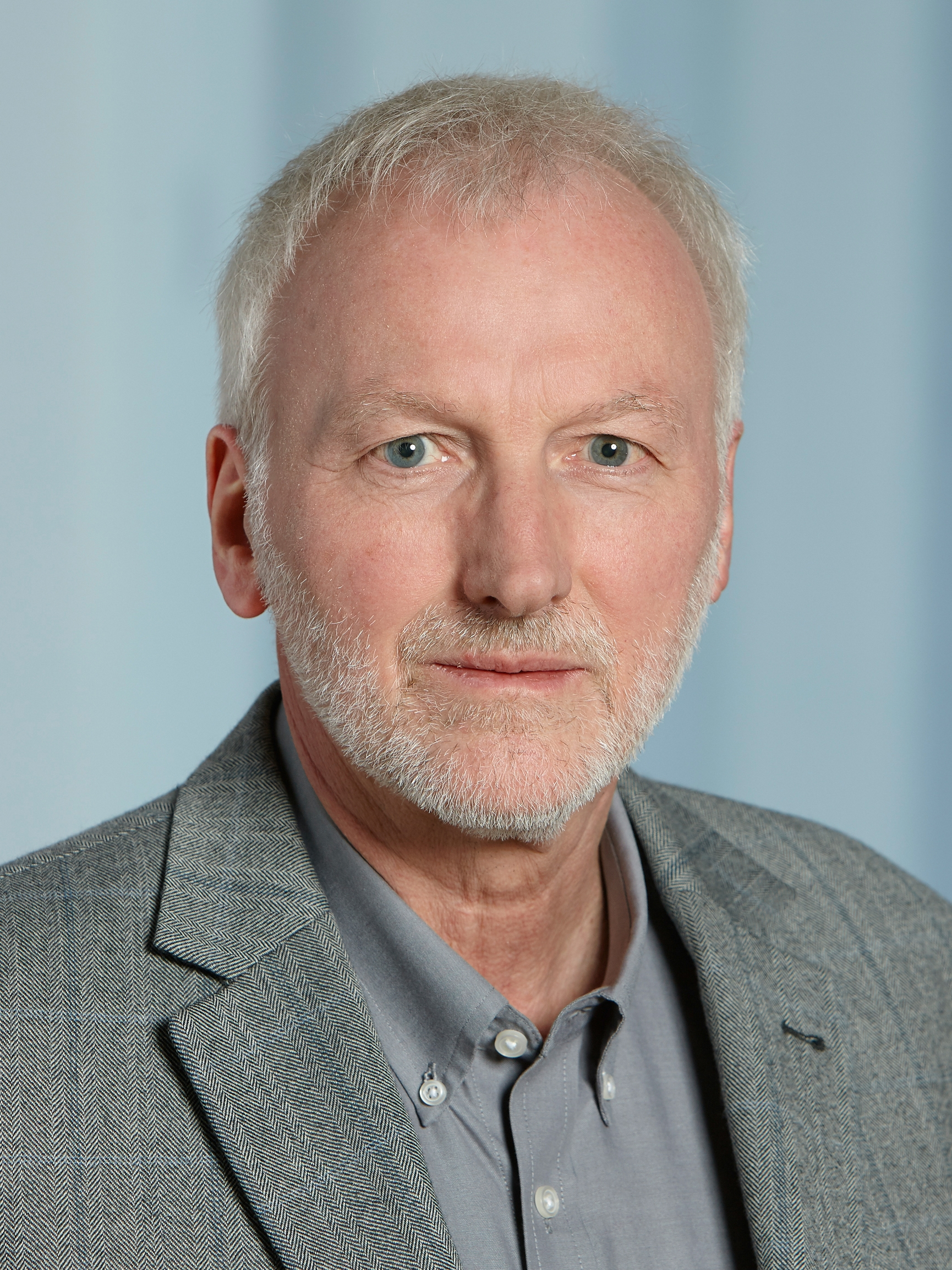
Wilhelm Gruissem (2018)

Wilhelm Gruissem (* 9. März 1952 in Duisburg) ist ein deutscher Biologe und seit dem 1. Juli 2000 ordentlicher Professor für Pflanzenbiotechnologie im Institut für Pflanzenwissenschaften der ETH Zürich. 

## Leben
Wilhelm Gruissem wurde am 9. März 1952 in Duisburg geboren. Er studierte Biologie und Chemie an der Universität Bonn und promovierte dort 1979 bei Professor Werner Gottschalk am Institut für Genetik. Die folgenden zwei Jahre verbrachte er als Forschungsassistent am Institut für Physiologische Chemie der Universität Marburg. Danach ging er mit einem Forschungsstipendium an die University of Colorado in den USA. 1983 erhielt er einen Ruf als Assistant Professor für Pflanzenbiologie an der University of California in Berkeley und wurde dort 1990 zum Professor ernannt. Von 1993 bis 1998 war er Direktor des Department of Plant and Microbial Biology in Berkeley.
Seit dem 1. Juli 2000 ist er ordentlicher Professor an der ETH Zürich.
Schwerpunkte seiner Forschung sind biochemische Synthesewege und Moleküle, die bei der Kontrolle des Pflanzenwachstums und der Chloroplastenentwicklung mitwirken.
Prof. Gruissem ist ein Fellow der American Association for the Advancement of Science, Mitglied verschiedener wissenschaftlicher Gesellschaften und Editor mehrerer wissenschaftlicher Zeitschriften. Für seine Forschungsarbeiten hat er eine Anzahl von Auszeichnungen erhalten.
1998 stand Gruissem im Zentrum einer wissenschaftspolitischen Kontroverse in den USA. Sein Department an der UC Berkeley ging mit dem Novartis Agro Discovery Institute (heute Syngenta) eine Zusammenarbeit ein, die sich Novartis 25 Millionen Dollar kosten ließ. Gruissem gilt als der Architekt dieses Abkommens, das von den Forschern unter anderem verlangte, einen Vertrag zu unterzeichnen, der es ihnen verbot, wissenschaftliche Resultate ohne Einwilligung von Novartis zu publizieren.
Gruissem war für zahlreiche Firmen als Berater tätig, unter anderen für Monsanto und Syngenta.